# 増田亮一
増田 亮一（ますだ りょういち、1972年8月29日 - ）は、日本の空手家（弐段）。福島県出身。新極真会福島支部郡山北分支部の分支部長。

## 人物
福島県郡山市出身。小1の時から、少林寺拳法を始め高校卒業まで続ける。中学では、陸上部に所属し、走高跳の専門。
帝京安積高校卒業後、新極真会三瓶道場、三瓶啓二師範の下に内弟子入門。選手として東北空手道選手権を3度制する等、東北を代表する空手選手。
漫画家・野部優美の漫画、「空手婆娑羅伝 銀二」の主人公・銀二のビジュアルモデルでもある。

## 主な戦績
- 1995年 第12回東北空手道選手権大会 第4位
- 1996年 第13回東北空手道選手権大会 優勝
- 1996年 オーストラリアN.S.W州空手選手権大会 ヘビー級 優勝
- 1998年 第11回ウエイト制福島県空手道選手権大会 重量級 優勝
- 1998年 第7回ウエイト制東北空手道選手権 重量級 優勝
- 1998年 第15回東北空手道選手権大会 第4位
- 1999年 第16回東北空手道選手権大会 第4位
- 2000年 第9回ウエイト制東北空手道選手権 重量級 優勝
- 2002年 第11回ウエイト制東北空手道選手権 重量級 優勝
- 2002年 第19回東北空手道選手権大会 優勝
- 2004年 第21回東北空手道選手権大会 第3位
- 2005年 第22回東北空手道選手権大会 第3位
- 2006年 第23回東北空手道選手権大会 優勝
- 2007年 第21回東北空手道選手権大会 第4位
- 2010年 第25回ウエイト制福島県空手道選手権大会　重量級　準優勝
- 2012年 第26回ウエイト制福島県空手道選手権大会　重量級　優勝
- 2014年 第28回ウエイト制福島県空手道選手権大会　重量級　優勝
- 2014年 第31回東北空手道選手権大会 第4位
- 2015年 第29回ウエイト制福島県空手道選手権大会　重量級　優勝
- 2015年 第25回ウエイト制東北空手道選手権大会　重量級　準優勝